# Carlos Sadness
Carlos Alberto Sánchez Uriol, conocido como Carlos Sadness y anteriormente llamado Shinoflow (Barcelona, España, 31 de marzo de 1984) es un cantante, compositor e ilustrador español.

## Biografía
Carlos empezó a estudiar dirección de arte mientras colgaba algunas de sus canciones en Myspace. Tras unos años de recorrido underground y acumular multitud de reproducciones y visitas en sus perfiles, llamó la atención de varios medios y discográficas, llegando a ser, nombrado por el periódico "El País" como "uno de los rostros para el 2009". Durante ese año trabaja junto a Fernando Vacas (productor musical de Russian Red) en nuevas canciones en busca de un sonido diferente que abriría una nueva etapa. A día de hoy considera estos principios como entretenimiento y aprendizaje.

### Actualidad como Carlos Sadness
En 2010 Carlos conoce a su exmánager Pito Cubillas (Alaska, Héroes del Silencio), con el que viaja a Los Ángeles, donde en un sueño delirante conoce a The Beatles y descubre una nueva manera de componer sus canciones, basándose en la instrumentalización y en influencias de la música indie y folk. Durante este año, Carlos es invitado a participar en el disco tributo a Antonio Vega El alpinista de los sueños, en el homenaje a Héroes del silencio Hechizo y en el disco de Luis Eduardo Aute Intemperie. A finales del 2010 firma con Sony Music Entertainment.
En enero de 2011 sale a la luz su primer EP Atraes a los relámpagos. Este lanzamiento le ayuda a hacerse un lugar en la escena indie-pop nacional. En noviembre participa en el programa de La Sexta, El Intermedio con un sketch de humor sobre política española y a finales de año, es nominado como "Mejor Disco de Nuevos Artistas 2011" por Radio Televisión Española RTVE.
En abril del 2012 publíca su disco Ciencias celestes utilizando por fin el nombre Carlos Sadness. Un disco íntimo y poético en el que musicalmente se reinventa sin perder su personalidad. El día que se publíca el disco es noticia en la2 y el canal 24 horas de TVE.
Ese año, la marca San Miguel cuenta con Carlos Sadness para protagonizar su nueva campaña de publicidad "Ciudadanos de un lugar llamado mundo".
2015 es el año en el que publíca su segundo disco, La idea salvaje, siendo n.º 1 en Fnac y entrando en el puesto 12 de la lista de ventas española. Producido en Glasgow, Escocia y contando con la colaboración de Santi Balmes se trata de un disco conceptual que gira alrededor de la idea de un viaje espacial, como metáfora sobre el distanciamiento entre dos personas. Durante semanas, sus canciones son n.º 1 en "top viral" de Spotify y Sadness pasa a ser uno de los seis artistas indies con mayor presencia en los carteles de festivales de verano españoles, cerrando una gira con el cartel "agotado" en casi todos los conciertos. Este mismo año es nominado en los premios ARC como "Mejor gira de festivales" y en los premios VEVO en la categoría de videoclips españoles por "Bikini"
En 2016 amplía su gira a más de sesenta conciertos y forma parte del cartel de más de veinte festivales mientras prepara su primer libro Anatomías Íntimas publicado en noviembre. El libro permanece como el más reservado en Fnac desde su anuncio hasta su lanzamiento. También es el año de su debut en México, logrando lo que ningún artista español había conseguido en su primera visita: agotar el aforo de Lunario en cuestión de minutos, no solo una vez sino tres consecutivas. Ese hecho llama la atención de los medios de comunicación mexicanos, así como de festivales como Vive Latino o Pal Norte, donde será invitado a tocar el año siguiente.
En 2017 publíca un sencillo con el que se convierte en el primer artista "indie" español en superar las 600.000 escuchas mensuales en spotify. Toca en el Vive Latino y realiza una gira americana con una decena de conciertos. Su canción "Amor Papaya" con Caloncho, es el tema indie español con más escuchas en Spotify durante el 2017.
En 2018, el cantante publíca el álbum 'Diferentes Tipos de Luz' logrando el n.º 2 en lista de ventas española y 3 de álbumes en español en México, agotando tickets de su presentación en La Riviera, Razzmatazz o Metropólitan de Ciudad de México con meses de antelación. El arte del disco gana un Grammy Latino mientras el cantante está presentando su disco en México, Perú y Chile a finales de año.
En junio de 2020 publíca su cuarto disco, 'Tropical Jesus', con colaboraciones de Manuel Medrano, Sebastian de Crystal Fighters y Bomba Estéreo. El álbum, que cuenta con 13 canciones, está cargado de aires urbanos y de sonidos que juegan con el rhythm and blues, el surf y el vintage tropical. Además, en este disco Carlos Sadness vuelve a aunar sus dos pasiones, la música y las ilustraciones, ya que está totalmente ilustrado por el artista barcelonés.

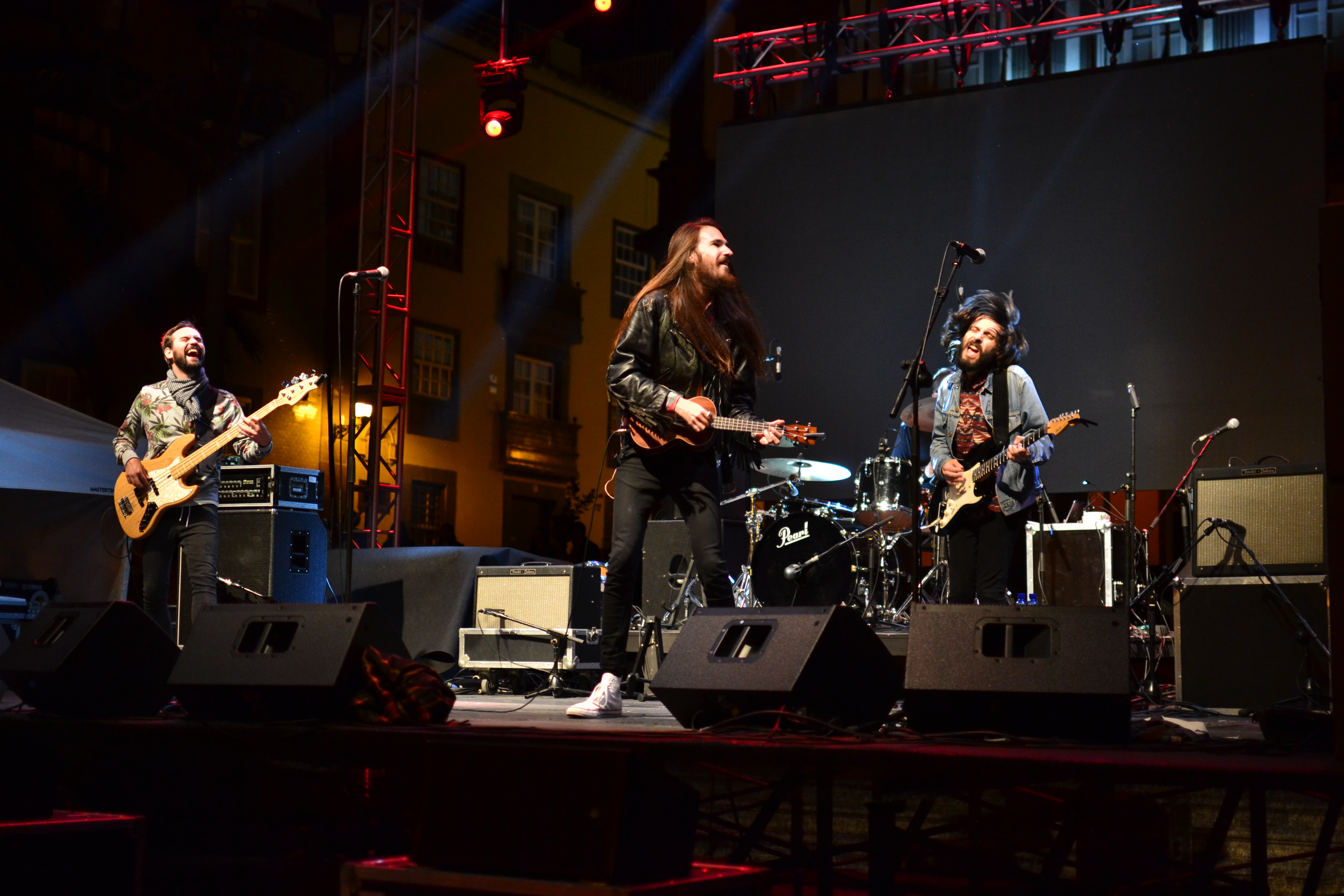
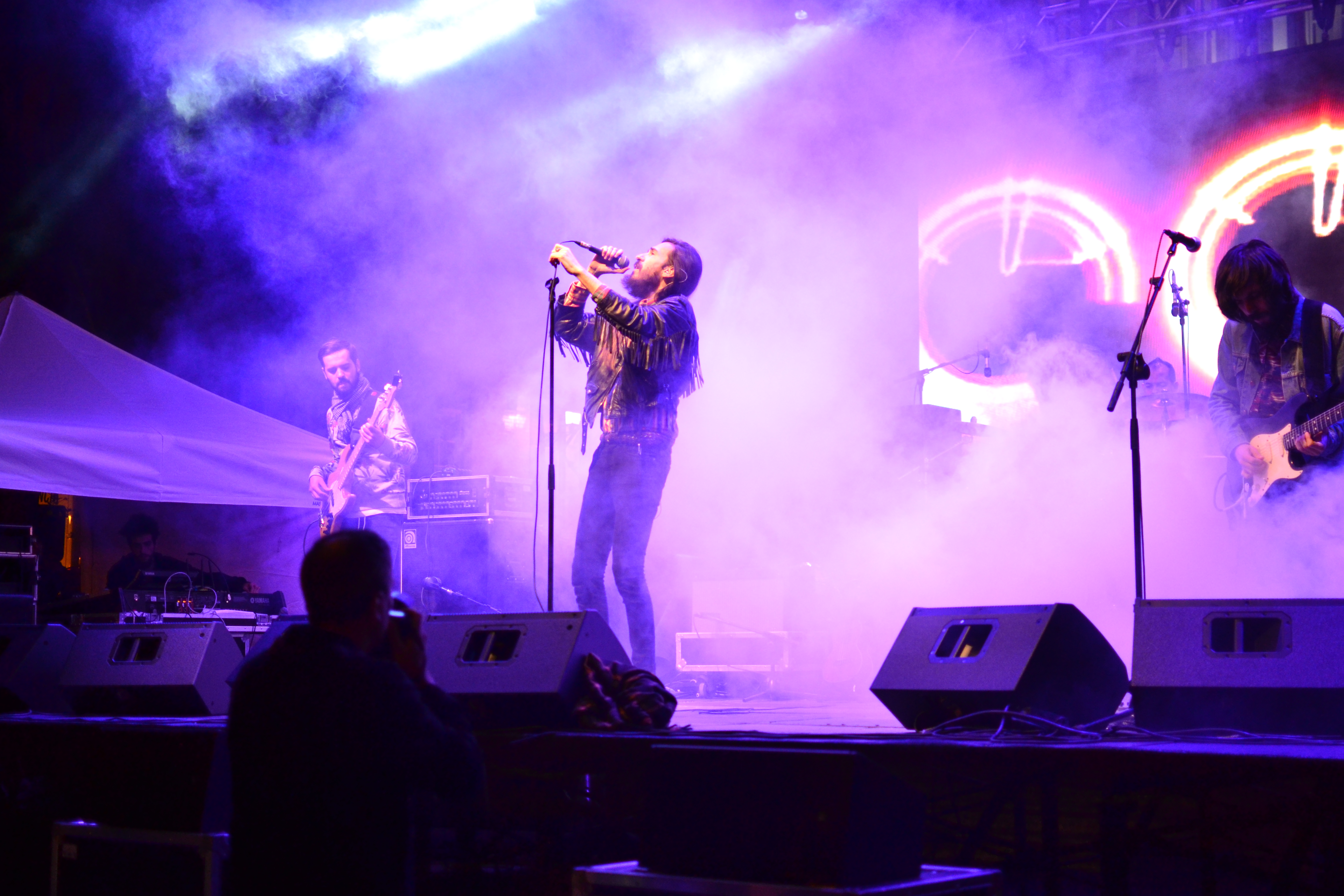
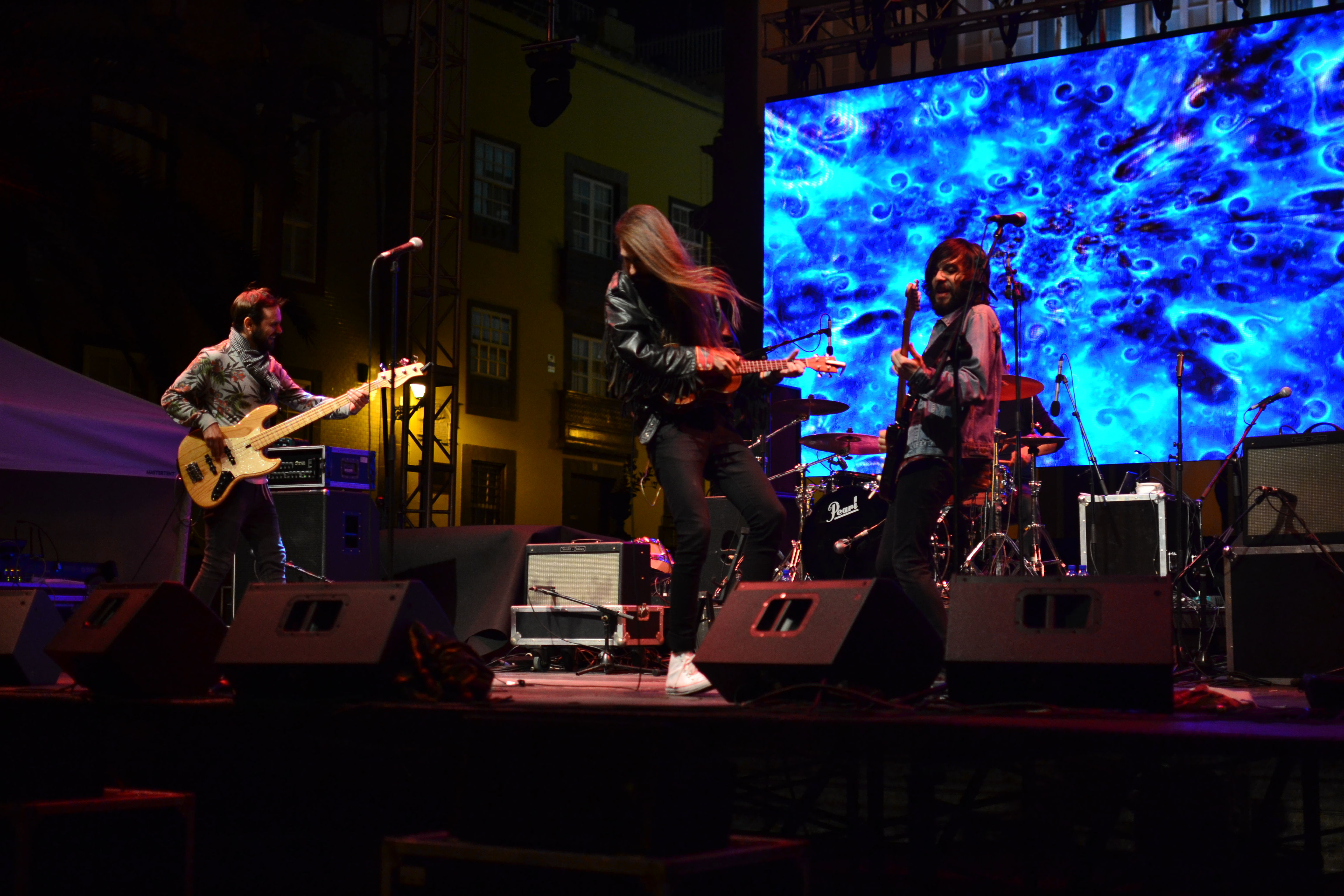

### Estilo e influencias
Sus textos nacen de la experiencia de lo vivido y soñado, terminándose de construir con un carácter de fantasía e imaginación.
Barcelona y el norte de Huesca son lugares de inspiración y en los que declara haber imaginado muchas de las canciones, muestra de ello es el documental "Monteperdido" o las menciones a Montjuic, el Tibidabo o L'Eixample en sus discos.
Sus gustos musicales pasan por grupos como Death Cab For Cutie, Simon and Garfunkel, Los Piratas o Joy Division. Sus intereses culturales pasan por Munch, Kafka o los autores impresionistas. Es uno de los artistas indies con mayor seguimiento en las redes sociales, como se puede comprobar en su Instagram o Facebook.
Su canción "Hoy es el día" ha sido música de la campaña de primavera-verano de la cadena Walmart en Estados Unidos. Es uno de los "Chicos San Miguel" que han protagonizado el spot de su campaña 2012. 

### Otras actividades
Antes de dedicarse plenamente a la música su profesión fue la de creativo de publicidad e ilustrador. Ha realizado trabajos en agencia para marcas como White Label, Eristoff Black o Carolina Herrera.
En 2016 publíca su primer libro Anatomías Íntimas donde une la ilustración con su faceta de escritor, entrelazando textos, ideas, recuerdos y canciones con numerosos dibujos. El libro permanece como el más reservado en Fnac desde su anuncio en septiembre hasta su publicación en noviembre.
En 2016 realiza un prólogo sobre las diferentes formas de ver y entender el amor para el libro Los novios de Gael de Sanz i Vila, editado por Ediciones Hidroavión.
En 2018 gana un Latin Grammy por el arte del disco "Diferentes Tipos de Luz" realizado por él mismo.
En 2019 trabaja la producción musical del disco "Ventura" de la artista Suu.

### Discos
Como Carlos Sadness
| Álbum                                      | Año  |
| ------------------------------------------ | ---- |
| Atraes a los relámpagos (EP)               | 2011 |
| Ciencias celestes (Álbum de estudio)       | 2012 |
| Monteperdido (EP)                          | 2014 |
| La idea salvaje (Álbum de estudio)         | 2015 |
| Diferentes tipos de luz (Álbum de estudio) | 2018 |
| Tropical Jesus (Álbum de estudio)          | 2020 |
| Perreo Bonito (EP)                         | 2022 |
| Realismo Mágico (Álbum de estudio)         | 2024 |

Como Shinoflow
| Álbum                                      | Año  |
| ------------------------------------------ | ---- |
| Tu príncipe azul destiñe (maqueta)         | 2001 |
| Adelantando relojes (EP)                   | 2005 |
| El misterioso ciclo de tu pestañeo (EP)    | 2006 |
| El presidente de los estados de ánimo (LP) | 2007 |
| Medias naranjas y otras mitades (EP)       | 2009 |

### Libros
| Libro                                          | Año  |
| ---------------------------------------------- | ---- |
| Anatomías íntimas (Lunwerg)                    | 2016 |
| Instrucciones para Detener el Tiempo (Lunwerg) | 2022 |

### Colaboraciones destacadas
| Grupo/autor                        | Álbum                                               | Canción                    | Año  |    |
| Ximena Sariñana                    | Realismo Mágico                                     | "Lo que fuera"             | 2024 | MX |
| Melissa Robles                     | Realismo Mágico                                     | "Morrita Linda"            | 2023 | MX |
| Miki Núñez                         | 121                                                 | "Suerte"                   | 2023 | ES |
| La Bien Querida                    | Perreo Bonito                                       | "Perreo Bonito"            | 2022 | ES |
| Innmir                             | Me gustas tú                                        | "Me gustas tú"             | 2022 | ES |
| Super-Hi                           | Following el Sol                                    | "Following el Sol"         | 2022 | UK |
| Pehuenche                          | Vida Ventura                                        | "Brillando"                | 2022 | MX |
| Moügli                             | Espera                                              | "Espera"                   | 2021 | CO |
| Suu                                | Barcelona Tropical                                  | "Barcelona Tropical"       | 2021 | ES |
| Bruses                             | Amor Desechable                                     | "Amor Desechable"          | 2021 | MX |
| Andrekza                           | Te                                                  | "Te"                       | 2021 | US |
| Bratty                             | Chocolate y Nata                                    | "Chocolate y nata          | 2021 | MX |
| Dr. Witchdoctor (Crystal Fighters) | Tropical Jesus                                      | "El simpático"             | 2020 | UK |
| Manuel Medrano                     | Tropical Jesus                                      | "Todo estaba bien"         | 2020 | CO |
| Marco Mares                        | Soñé Contigo                                        | "Soñé Contigo"             | 2020 | MX |
| Zahara                             | Tema principal de la película "Bajo el mismo techo" | "Bajo el mismo techo "     | 2019 | ES |
| Bomba Estéreo                      | Tropical Jesus                                      | "Aloha"                    | 2019 | CO |
| Macaco                             | Ni Tan Joven Ni Tan Viejo / Tributo a Sabina        | "Ganas de"                 | 2019 | ES |
| Rozalén                            | BSO Mercado Central                                 | "Una luz en la ciudad"     | 2019 | ES |
| Alfred García                      | 1016                                                | "No cuentes conmigo"       | 2018 | ES |
| Daniela Spalla                     | Camas Separadas                                     | "Viaje a la luna"          | 2018 | AR |
| Miranda!                           | Fuerte                                              | "Cálido y Rojo"            | 2017 | AR |
| Caloncho                           | Diferentes tipos de Luz                             | "Amor Papaya"              | 2017 | MX |
| Porta                              | Equilibrio                                          | "Tela de Araña"            | 2016 | ES |
| Love of Lesbian                    | La idea salvaje                                     | "No vuelvas a Japón"       | 2015 | ES |
| Rubén Pozo (Pereza)                | Mátame Ya                                           | "Mátame ya"                | 2013 | ES |
| Jamie Cullum                       | Momentum                                            | "Everything you didn't do" | 2012 | UK |
| Zahara                             | Ciencias celestes                                   | "Au Revoir"                | 2012 | ES |
| Iván Ferreiro                      | Ciencias celestes                                   | "Siempre esperándote"      | 2012 | ES |
| Luis Eduardo Aute                  | Intemperie                                          | "Quiéreme"                 | 2011 | ES |
| Bebe                               | Atraes a los relámpagos                             | "Se fue"                   | 2010 | ES |
| Bebe                               | El alpinista de los sueños / Tributo a Antonio Vega | "Estaciones"               | 2010 | ES |

## Sencillos / Videoclips
| Álbum                                               | Canción                                   | Año  |
| --------------------------------------------------- | ----------------------------------------- | ---- |
| Presidente de los estados de ánimo (Como shinoflow) | "Amor descafeinado"                       | 2007 |
| Atraes a los relámpagos                             | "Fue tan importante"                      | 2011 |
| Ciencias celestes                                   | "Hoy es el día"                           | 2012 |
| Ciencias celestes                                   | "Celeste"                                 | 2012 |
| Ciencias celestes                                   | "Siempre esperándote" (con Iván Ferreiro) | 2013 |
| Monteperdido                                        | "Monteperdido"                            | 2014 |
| Ciencias celestes                                   | "Au Revoir" (con Zahara)                  | 2014 |
| La idea salvaje                                     | "Qué electricidad"                        | 2015 |
| La idea salvaje                                     | "Miss Honolulu"                           | 2015 |
| La idea salvaje                                     | "Bikini"                                  | 2015 |
| Groenlandia & Houdini                               | "Groenlandia"                             | 2015 |
| La idea salvaje                                     | "Perseide"                                | 2016 |
| La idea salvaje                                     | "Días Impares" (Con Melissa Robles)       | 2017 |
| Amor Papaya                                         | "Amor Papaya" (Con Caloncho)              | 2017 |
| Diferentes Tipos de Luz                             | "Volcanes Dormidos"                       | 2017 |
| Diferentes Tipos de Luz                             | "Longitud de Onda"                        | 2018 |
| Diferentes Tipos de Luz                             | "Física Moderna"                          | 2018 |
| Tropical Jesus                                      | "Isla Morenita"                           | 2019 |
| Besar a la serpiente                                | "Besar a la serpiente"                    | 2019 |
| Tropical Jesus                                      | "Ahorita"                                 | 2019 |
| Tropical Jesus                                      | "Aloha" (con Bomba Estéreo)               | 2019 |
| Tropical Jesus                                      | "Todo estaba Bien" (con Manuel Medrano)   | 2020 |
| Tropical Jesus                                      | "Me Desamaste"                            | 2020 |
| Tropical Jesus                                      | "Chocolate y Nata" (con Bratty)           | 2021 |
| La Costa Breve                                      | "La Costa Breve"                          | 2021 |
| Tuchico                                             | "Tuchico"                                 | 2022 |
| Perreo Bonito                                       | "Perreo Bonito"                           | 2022 |
| Perreo Bonito                                       | "Paradisíaco"                             | 2022 |
| Verano Mágico                                       | "Jugo de Guayaba"                         | 2023 |
| Verano Mágico                                       | "La Ternura"                              | 2023 |

| Álbum          | Artista           | Año  |
| -------------- | ----------------- | ---- |
| Ventura        | Suu               | 2019 |
| Sin más        | Samantha Gilabert | 2020 |
| Tropical Jesus | Carlos Sadness    | 2020 |
| Perreo Bonito  | Carlos Sadness    | 2022 |